# هم‌رسته‌دندان‌ها
هم‌رُسته‌دندان‌ها (نام علمی: Synodontis) نام یک سرده از تیره جیک‌ماهیان است.